# アイヒマン・ショー/歴史を映した男たち
『アイヒマン・ショー/歴史を映した男たち』（アイヒマンショーれきしをうつしたおとこたち、The Eichmann Show）は、2015年製作のイギリスのドラマ映画。
1961年、“ホロコーストの実行人”といわれた元ナチス親衛隊将校アドルフ・アイヒマンの裁判（いわゆるアイヒマン裁判）を全世界にテレビ中継し、ホロコーストの真実を伝えた実在のテレビマンたちの姿を描いた作品である。

## キャスト
※括弧内は日本語吹替
- ミルトン・フルックマン - マーティン・フリーマン（森川智之）
- レオ・フルヴィッツ（英語版） - アンソニー・ラパーリア（金尾哲夫）
- ミセス・ランドー - レベッカ・フロント（英語版）（今泉葉子）
- デヴィッド・ランドー - アンディ・ナイマン（田村真）
- ロン・ハンツマン - ベン・アディス（英語版）（大西弘祐）
- ナレーター - サミュエル・ウェスト